# تكون النجوم

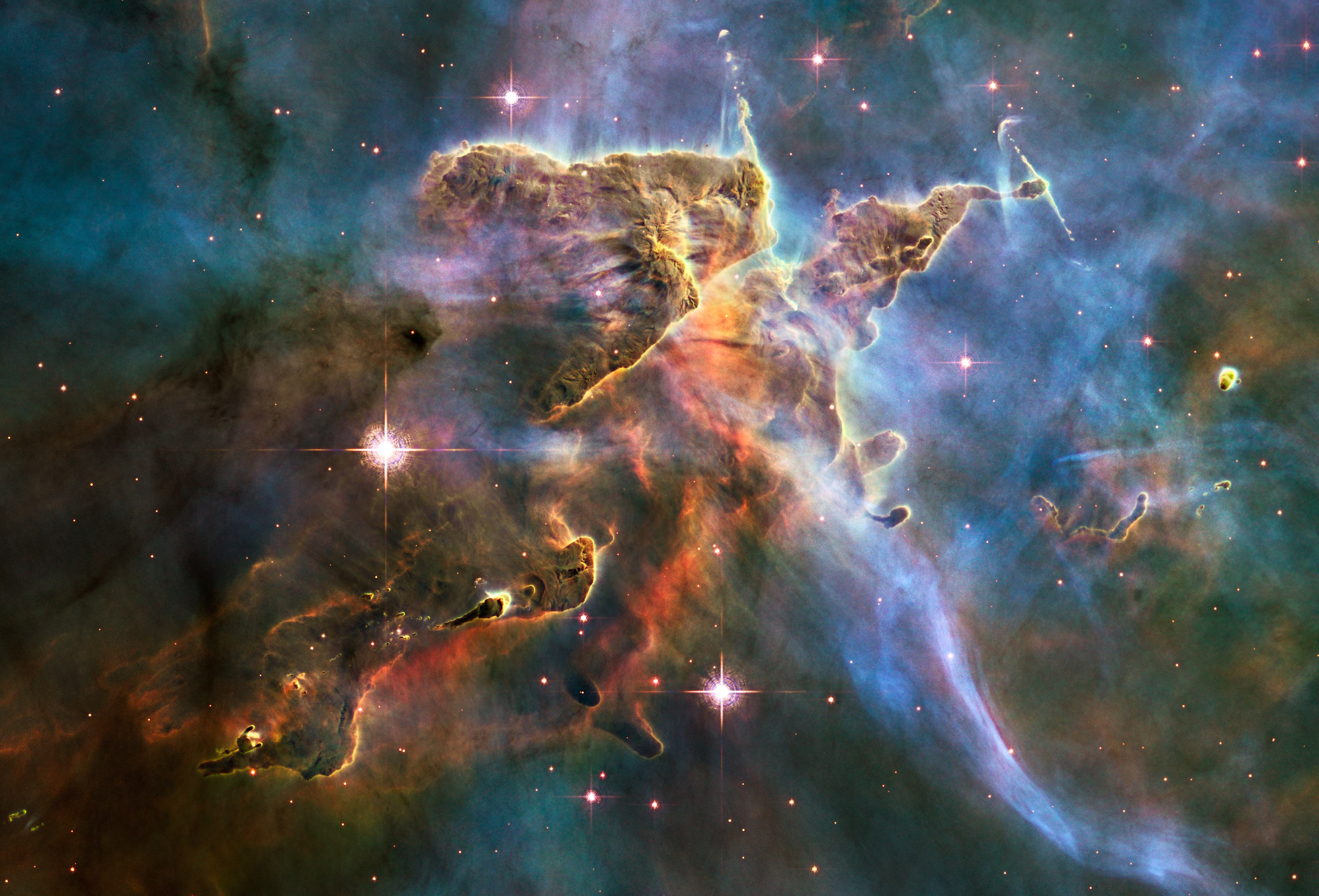
نشأة نجوم جديدة في سديم القاعدة.

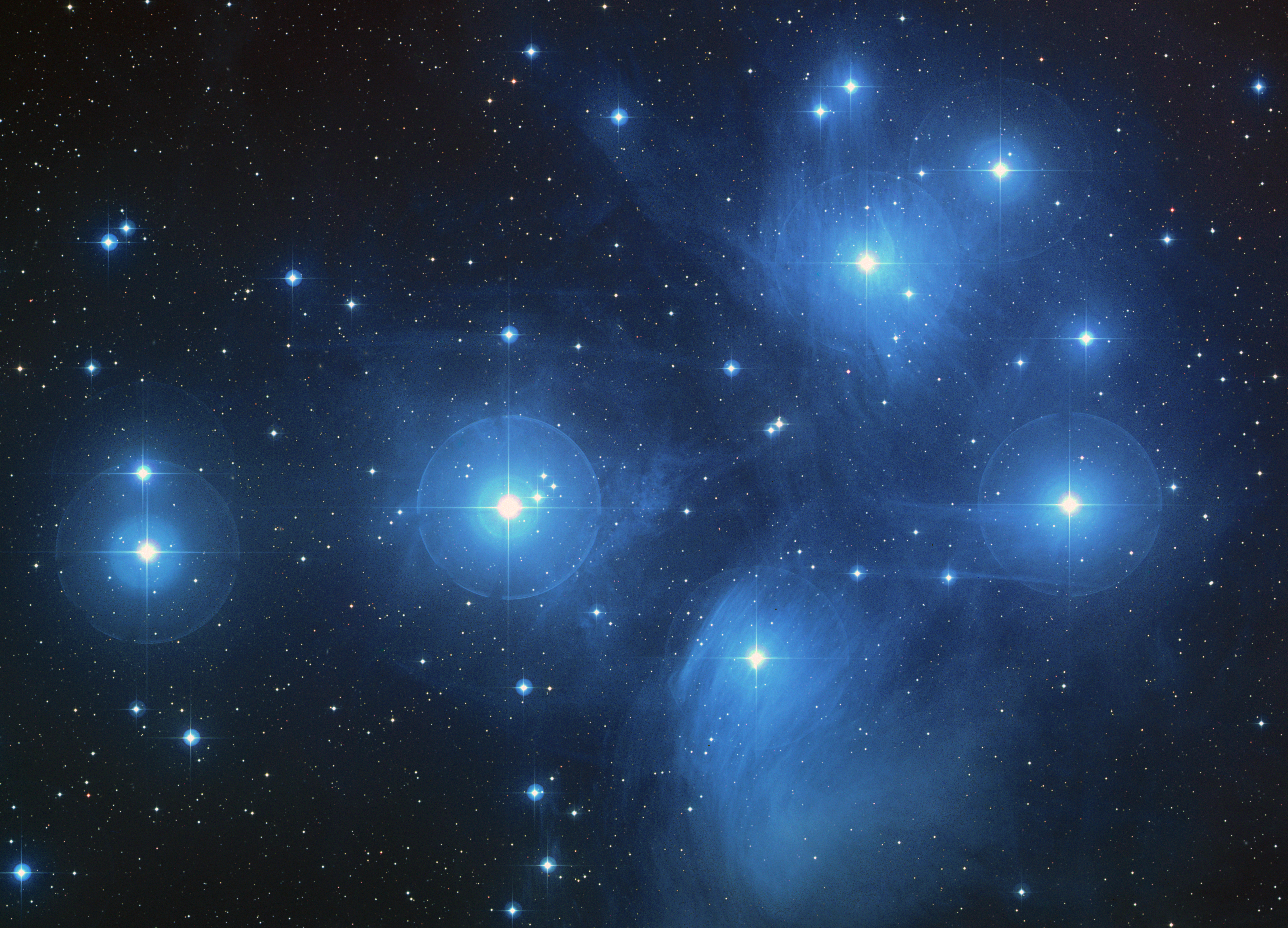
في الصورة مجموعة الثريا وبعض النجوم الاخرى

إن حدث ولادة وتكوين النجوم حدث يومي كحدث فنائها، وهذا ما يطلق عليهِ دورة حياة النجوم، وهي عبارة عن تكون النجوم من تجمعات غبارية وغازية في الفضاء وتسمى السدم، وتوصف التجمعات الغازية الهائلة التي لم تتشكل بعد بأنها مولّدة للنجوم، يطلق عليها أيضاً «الحاضنات»، لأنها حاضنات للنجوم الوليدة، تتكاثف أجزاء من تلك الغمامة الهائلة تحت تأثير جاذبيتها فيؤدي ذلك إلى نشأة وتكوين نجم أو عدة نجوم.
تمر عملية ولادة النجم على عدة مراحل: فهي عملية يتكاثف خلالها جزء من الغيوم الجزيئية تحت فعل الجاذبية الذاتية وتتخذ شكلا كرويا، وتظل تلك الكرة الهائلة من الغاز والغبار في الانكماش، ويصاحب هذا الانكماش ارتفاع في درجة حرارة الغاز. ويتكون الغاز في العادة من عنصري الهيدروجين والهيليوم وهما أخف العناصر. يظل ارتفاع درجة حرارة الغاز بالانكماش فتتحول الذرات إلى أيونات وإلكترونات حرة في الحرارة العالية؛ وتسمى تلك الحالة البلازما. وتظل كرة البلازما تنكمش تحت فعل جاذبيتها (الجاذبية هي قوة جاذبية يختص بها كل جسم أو جسيم، فهي خاصية للأجسام بصفة عامة) ويتزايد ارتفاع درجة حرارتها حتى تكون كافية لبدء تفاعل عنصر الهيدروجين المتأين لتكوين عنصر الهيليوم. هذا التفاعل يسمى اندماج نووي، وتنتج منه طاقة كبيرة جدا، فيبدأ النجم يضيء. وحينئذ يصبح نجماً وتكون هذه هي ولادته، تحدث تلك الولادة عندما تصل درجة حرارة قلب النجم نحو 12 مليون درجة مئوية - حيث يبدأ تفاعل الاندماج النووي.

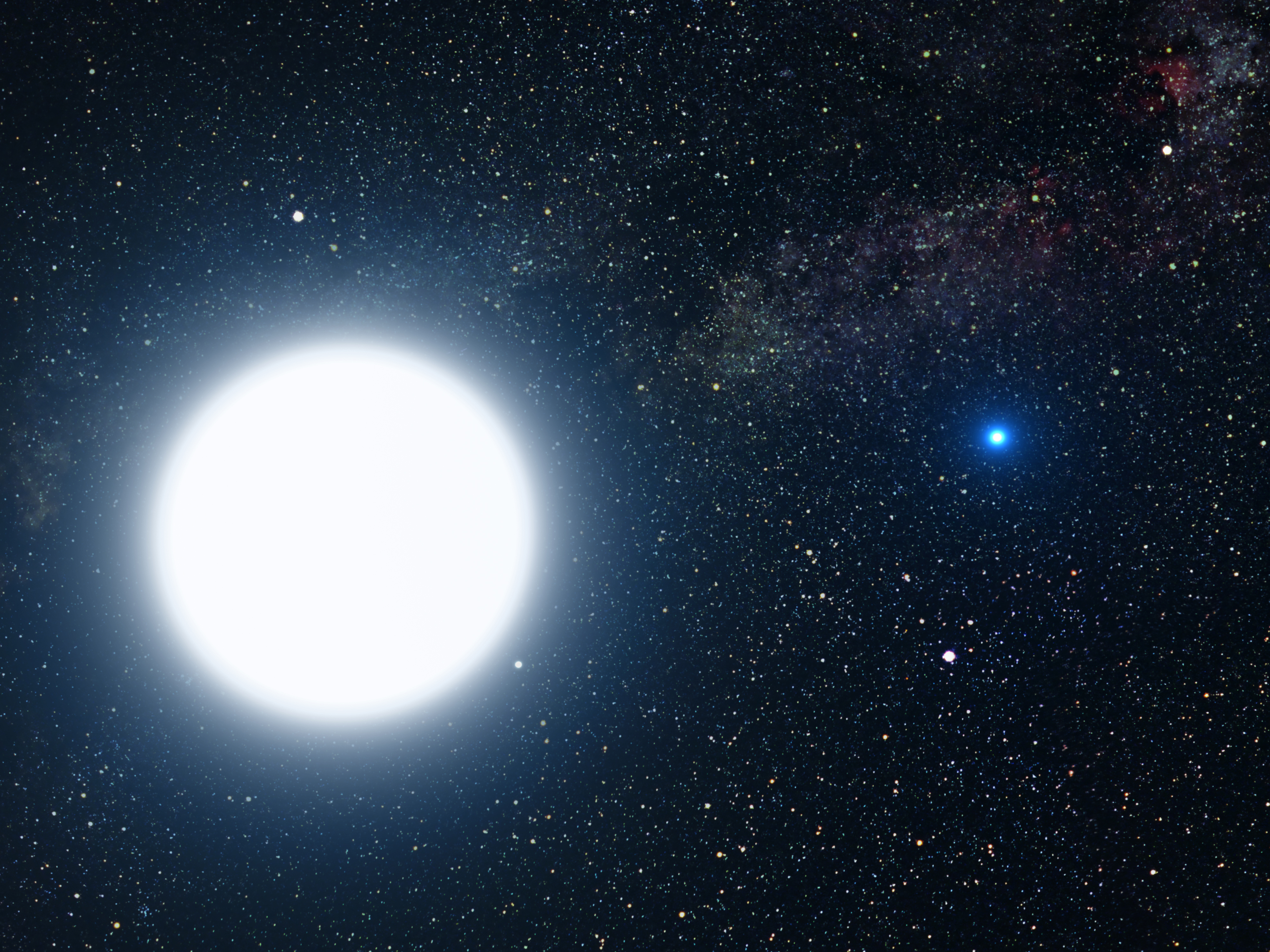
ثنائي الشعرى اليمانية في صورة فنية مستوحاة (Quelle: ناسا)

إن مراحل نشوء النجوم وتكونها هي أحد فروع الفيزياء الفلكية ويتضمن دراسة تشكل وولادة النجوم ودراسة الوسط بين النجمي والغيوم الجزيئية العملاقة كأسلاف لعملية ولادة النجوم ودراسة نجوم النمط المبكر، وتكوّن الكواكب كنواتج مباشرة لولادة النجوم أيضاً.
وقد تتكون النجوم في أزواج تدور حول بعضها البعض، مثال على ذلك نجده في نجم الشعرى اليمانية فقد اتضح أنه عبارة عن نظام مكون من نجم ثنائي، كما توجد أنظمة نجمية تدور فيها ثلاثة نجوم حول بعضها البعض.

سديم الجبار، صورة من تلسكوب هابل الفضائي.

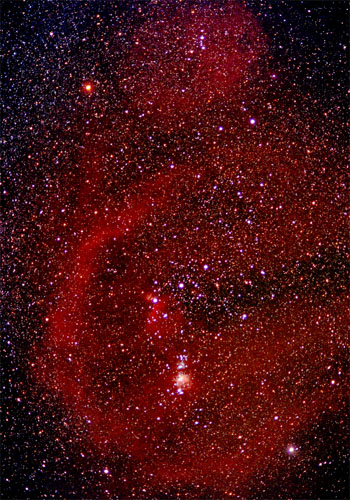
صورة لحلقة بارنارد، ويشاهد بعض مواقع السدم داخل السحابة، مثل مسييه 42.

هذه التجمعات الغازية تسمى بالسحابات الجزيئية نظرا لوجود عنصر الهيدروجين فيها بحالة جزيئية، ومن هذه السحب الجزيئية، سحابة الجبار الجزيئية التي تحتوي على حلقة بارنارد وسديم الجبار المشهور وأجزاء أخرى.
تتكون هذه التجمعات الهائلة من غازات الهيدروجين الجزيئي وبعض الغبار والسحب، وفيها نسبة من غاز أول أكسيد الكربون الذي يمكن الكشف عنه بسهولة، والعلاقة بين لمعان غاز أول أكسيد الكربون وكتلة الهيدروجين الجزيئي في هذه السحب يعتقد أنها ثابتة، أي يمكننا حساب كتلة السحب من خلال معرفة مقدار لمعان غاز أول أكسيد الكربون فيها، لكن ذلك قد لا يكون صحيحا بعد ان تجرى الدراسات على مجرات أخرى.

## العملية

### انكماش السحابة الجزيئية
تتجمع هذه الغازات والغبار تحت تأثير الجاذبية (قوة الثقالة) التي تشدها لبعضها البعض، وتنكمش هذه السحابة على بعضها البعض وتستمر في الانكماش وتزداد كثافتها، ويؤدي انكماشها هذا إلى ارتفاع درجة حرارتها بسبب تحول طاقة الوضع فيها الناتجة عن قوة الجاذبية إلى طاقة حرارية فتتكور سحابة الهيدروجين والغبار أو يتكور جزء منها، وهنا تلعب كتلها دورا هاما في تطور عمرها:
- إذا كانت كتلتها مقاربة لكتلة الشمس، فيشتعل فيها تفاعل بروتون-بروتون المتسلسل (ويسمى أيضا اندماج الهيدروجين حيث ينتج منه الهيليوم)، وينتج تفاعل الاندماج حرارة شديدة وضغط إشعاع يقاوم انكماش النجم. ويحدث توازن بين ضغط الإشعاع وقوة الثقالة ويستقر النجم على حجمهِ ويصبح مضيئا مرئيا إلى حين.
- إذا كانت كتلة السحابة المتكورة أقل من 1 كتلة شمسية، فلا يحدث فيها اندماج الهيدروجين وإنما حسب كتلتها فيمكن ان تشع ضوءا ضعيفا بسبب حرارتها العالية أو يحدث فيها اندماج الديوتيريوم الذي يجعل النجم يصدر ضوءا خافتا، ويسمى هذا النجم الصغير قزم بني.
- إذا كانت كتلة السحابة المتكورة أكبر من كتلة الشمس فهي تصير نجما عملاقا ذو لون أبيض-أزرق شديد الضياء، وبعض تلك النجوم تصل كتلتها إلى 50 كتلة شمسية مثل سهيل هدار، حيث يجري فيها اندماج الهيدروجين والتفاعلات النووية الأخرى سريعا، بحيث لا يستمر عمرها طويلا وتنفجر في شكل مستعر أعظم خلال عدة ملايين من السنين.[3][4][5][6]

,.
إن أقرب سديم للمجموعة الشمسية حيث تنشأ نجوم جديدة هو سديم الجبار الذي يبعد عنا نحو 1300 سنة ضوئية.

يبدأ تشكيل النجم بعدم استقرار جذبي داخل الغيمة الجزيئية سببه في أغلب الأحيان موجات تصادمية تنتج من مستعر أعظم (سوبر نوفا) أو اصطدام مجرتين، وعندما تصل المنطقة إلى كثافة مادية كافية تفي بمعايير عدم استقرار جينز فإن التكاثف المادي يبدأ بالانكماش تحت قوته الجذبية الذاتية، وبانكماش الغيمة تتشكل فيها تكتلات فردية من الغبار الكثيف والغاز المعروف بكريات بوك وهي تحتوي في حدود 50 تكتل شمسي من المادة، فبزيادة تقلص الكرية وزيادة كثافتها، تتحول الطاقة التجاذبية إلى حرارة وترتفع درجة الحرارة، وعندما تصل الغيمة تقريبا إلى الحالة المستقرة من موازنة الضغوط فالنجم المبكر يتشكل في المركز.
فترة الانكماش الجذبي تدوم تقريبا لمدة 10-15 مليون سنة، والنجوم المبكرة لأقل من تكتلين شمسيين تدعى نجوم مخططة الحرارة والزمن والتحول بينما ذوات الكتلة الأعظم هي نجوم هيربيغ أي/ نجم بي. هذه النجوم المولودة حديثاً تبعث نفاثات من الغاز على طول محور دورانها، وينتج من اصطدام تلك النفاثات مع الوسط البين نجمي رقع سحابة صغيرة معروفة بـ«سحب HERBIG–HARO». يصل طول النفاثات أحيان إلى نحو 1000 سنة ضوئية.

### بدء الاندماج النووي وتكون النجم الأولي
تحت تأثير الضغط الشديد للداخل يحدث الاندماج النووي بين نوى ذرات الهيدروجين وينطلق أول شعاع للحرارة والضوء والضغط ليقاوموا الجاذبية ويسمى هذا النجم الوليد بـ«النجم الأولي» (Proto-Star).
وسرعان ما تزداد عملية اندماج الهيدروجين (تفاعل بروتون-بروتون المتسلسل) مكونة غاز الهيليوم مع حرارة وضوء ناتجة من مخلفات التفاعل، وتتوجه الطاقة الناتجة من التفاعلات النووية نحو سطح النجم ليشع بنوره معلنا ولادة نجم جديد.

## إتزان النجم الجديد

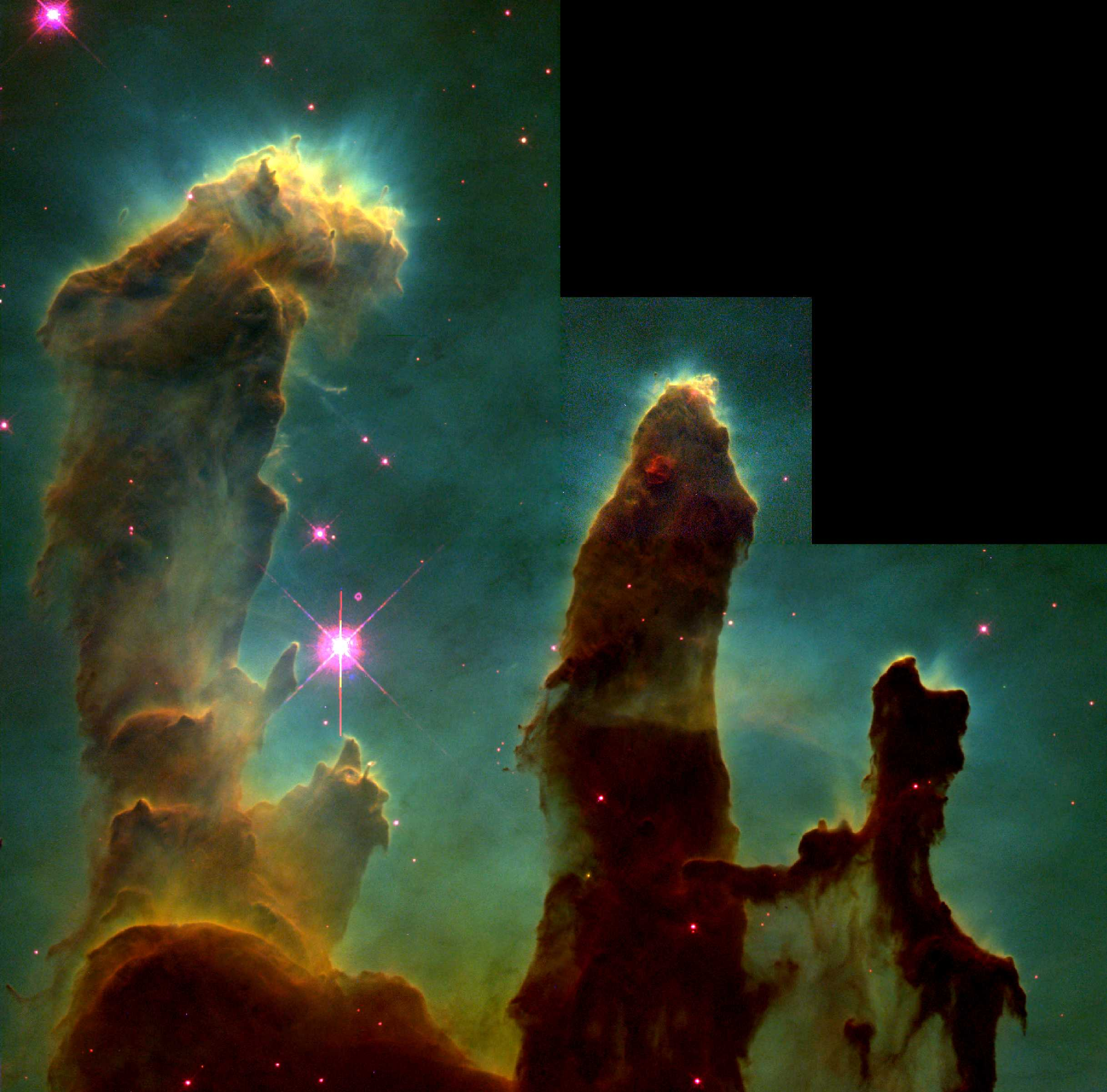
صورة التقطها تلسكوب هابل الفضائي لأعمدة الخلق في سديم النسر، منطقة تنشأ فيها نجوم جديدة، تلك النجوم الجديدة تضيء أطراف الأعمدة الغازية.

الاندماج النووي داخل النجم يولد ضغطاً معاكساً لوزن مادة النجم (الجاذبية)، ولكن الجاذبية لا تهدأ ولا تكل ولا تمل من ضغط مادة النجم إلى الداخل. وعلى الجانب الآخر لا تهدأ طاقة النجم الداخلية الناتجة عن الاندماج النووي وارتفاع درجة الحراة وضغط الإشعاع إلى الخارج. وهذه القوتان هما المتحكمتان في شكل النجم وتكوينه وتسيطران عليه منذ مولده وطيلة حياته وحتى موته بانفجاره أو بتحوله إلى قزم أبيض أو ربما ثقب أسود بحسب الكتلة التي يحتويها النجم.

### الجاذبية
وهي ميل الكتل والأجسام للتحرك والانجذاب نحو بعضها البعض كما في الجاذبية بين الأرض والشمس، أو بين الأجرام السماوية وبين بعضها. إن الجاذبية أو قوة الثقالة هي إحدى القوى المؤثرة في الكون فهي تشكل النجوم والمجرات، وهي خاصية لجميع الأجسام والجسيمات وتعتمد قوتها وتتناسب مع كتلة المادة الموجودة فيه. وهي التي تجعلك ملتصقاً بالأرض، فإذا قفزت إلى أعلى أعادتك إلى سطح الأرض. وهي التي تجعل الكواكب تدور حول الشمس، وهي التي تجعل النجوم لا تشرد بعيداً عن تجمعات النجوم والمجرات. إنها قوة جاذبة تقرب دائما الأشياء من بعضها البعض وتحاول لصق الأجسام بعضها البعض - وفي حالة النجم، هي التي تجمع جزيئاته قريبا من بعضها وتقربها من بعضها البعض فتتخذ الشكل الكروي.
وقد عرفت الجاذبية بمفهومين.
أولاً مفهوم الجاذبية الكلاسيكية لنيوتن. وثانياً تعريف اينشتاين لها في نظرية النسبية العامة.
التعريف الأول
قانون الجاذبية العام لنيوتن: أن كل جسم يجذب جسما آخر في الكون بقوة عبر الخط الواصل بين مركزي الجسمين. شدتها تتناسب طرديًا مع كتلتيهما وعكسيًا مع مربع المسافة بينهما. وصفها نيوتن ووضع لها معادلة ناجحة جدا في وصفها.

قانون الجذب العام لنيوتن

الصورة القياسية لقانون الجذب العام لنيوتن
{\displaystyle F=G{\frac {m_{1}m_{2}}{r^{2}}}\ }
حيث.
F هي القوة الناتجة عن الجاذبية.
G ثابت الجذب االعام بين الكتل.
m1 هي كتلة الجسيم الأول.
m2 هي كتلة الجسيم الثاني.
r هو البعد بين الجسيمين.
تعتبر قوة الجاذبية في الميكانيكا الكلاسيكية قوة مباشرة بعيدة المدى بمعنى أن هذه القوة تستطيع التأثير عن بعد بدون واسطة ويتم تأثيرها بشكل لحظي فأي تغير في موقع أحد الجسمين يرافقه تحول لحظي في الجاذبية بينه وبين الجسم الآخر.
و تولد الجاذبية حولها مجالا يسمى بمجال أو حقل الجاذبية، وهو الحقل المتجهي الذي يصف قوة الجاذبية التي سيتم تطبيقها على أي كائن في نقطة معينة في الفضاء.وهو الذي يجعل تأثير الشمس على الكواكب يصل إلى حد معين في الفضاء لا تستطيع بعده أن تجذب شيئاً آخر. وإن كان سيتبقى ما يسمى بـ (المايكرو جرافيتى) Micro Gravity لأن تأثير الجاذبية يظل يضعف ويضعف ولكنه لا يختفى أبداً، فهى من أكثر القوى الكونية اتساعاً في المجال.
جدير بالذكر أن القوى الكونية أربعة فقط وهم (الجاذبية والكهرومغناطيسية والقوى النووية القوية والقوى النووية الضعيفة).

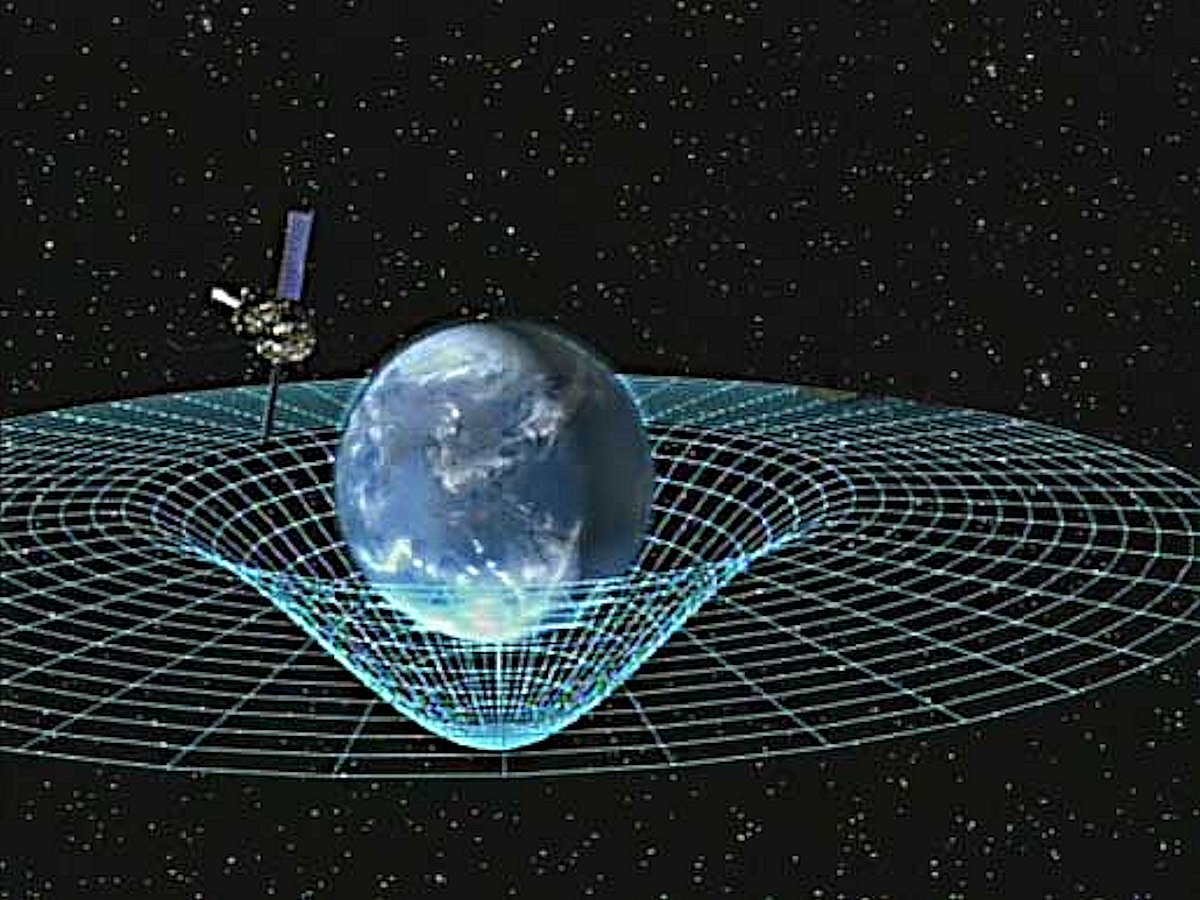
انحناء الزمكان ممثلا في بعدين.المادة تغير شكل الزمكان ويفسر هذا الانحناء الجاذبية، هنا نرى أحد الأقمار الصناعية يدور في مجال جاذبية الأرض. بالمثل تدور الأرض حول الشمس في مجال جاذبيتها الكبير (غير ممثل هنا).

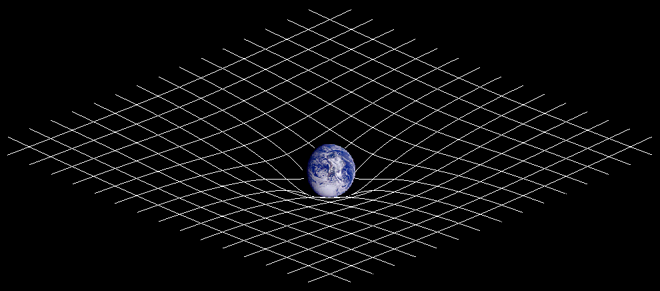
الارض تحني الفضاء من حولها

إن قوة الجاذبية ليست أقوى القوى ولكنها تتمتع بأنها الأوسع مجالاً وتأثيراً في الفضاء وتتمتع أيضا بأنها في حالة زيادة مستمرة طالما زادت الكتلة بينما القوى الأخرى يلغى بعضها بعضاً.
التعريف الثاني
هو من خلال نظرية النسبية العامةGeneral Relativity لاينشتاين وتنص على أن وجود أي شكل من أشكال المادة أو الطاقة أو العزم يحدث انحناء في الزمكان، وهو تعريف خاص بالنسبية يعتبر أن الفضاء المكانى والزمان هم خيوط من نسيج واحد ينحنيان معا، وبسبب هذا الانحناء فإن المسارات التي تسلكها الأجسام يمكن أن تنحرف أو تغير اتجاهها ضمن هذ الانحناء للزمكان. وهذا الانحراف يظهر لنا على أنه تسارع نحو الأجسام الكبيرة وعرفه نيوتن بأنه ثقالة أو جاذبية وعرفه اينشتاين على أنه انحناء للمكان والزمان الكونى نتيجة لوجود هذا الجسم به ونتيجة لهذا الانحناء تتجه الأجسام الأخرى إليه ككرة تقع في بالوعة، وتصبح حركة الكوكب حول الشمس حركة دائرية في مدار.
و كما هو موضح فان كل جسم يحني الزمكان حوله ويجعل الأجسام الأخرى تتجه إليه ليتلصقوا سويا.
وهذه هي فكرة الجاذبية بكل بساطة.

### قوى الاندماج النووى
الاندماج النووي عملية تتجمع فيها نواتان ذريتان لتكوين نواة واحدة. ويلعب اندماج الأنوية الخفيفة مثل البروتون وهو نواة ذرة الهيدروجين والديوترون نواة الهيدروجين الثقيلوالتريتيوم دوراً هائلاً في الكون، حيث ينطلق خلال هذا الاندماج كمية هائلة من الطاقة تظهر على شكل حرارة وإشعاع كما يحدث في الشمس؛ فتمدنا بالحرارة والنور والحياة. فبدون هذا التفاعل ما وُجدت الشمس وما وُجدت النجوم، ولا حياة من دون تلك الطاقة المسماة طاقة الاندماج النووي. وتنتج تلك الطاقة الهائلة عن نقص في وزن النواة الناتجة عن الاندماج النووي، وهذا النقص في الكتلة يتحول إلى طاقة طبقاً لمعادلة ألبرت أينشتاين التي توضح العلاقة بين الكتلة والطاقة.

الاندماج النووي في نجوم بحجم الشمس أو أصغر (تحويل الهيدروجين«بروتونات» إلى هيليوم داخل الشمس).

يحدث تفاعل الاندماج النووي عندما تتداخل نواتان ذريتان. ولكي يتم هذا التداخل، لا بد من أن تتخطى النواتان التنافر الحاصل بين شحنتيهما الموجبتين (و تعرف الظاهرة بالـحاجز الكولومبي). إذا ما طبقنا قواعد الميكانيكا الكلاسيكية وحدها، سيكون احتمال الحصول على اندماج الأنوية منخفضا للغاية، بسبب الطاقة الحركية (الموافقة للهيجان الحراري) العالية جدا اللازمة لتخطي الحاجز المذكور. وفي المقابل، تقترح ميكانيكا الكم _وهو ما تؤكده التجربة_ أن الحاجز الكولومبي يمكن تخطيه أيضا بظاهرة النفق الكمومي، بطاقات أكثر انخفاضا.
وبالرغم من ذلك، فإن الطاقة اللازمة للاندماج تبقى مرتفعة جداً، وهو ما يقابله حرارة أكثر من عشرات أو ربما مئات الملايين من الدرجات المئوية حسب طبيعة الأنوية. وفي داخل الشمس على سبيل المثال، يجري تفاعل اندماج الهيدروجين المؤين عبر مراحل إلى تولد الهليوم، في ظل حرارة تقدر ب15 مليون درجة مئوية إلى 17 مليون درجة مئوية، ويحدث ذلك ضمن عدة تفاعلات مختلفة تنتج عنها حرارة الشمس.
ويمكن القول ان النجوم هي مفاعلات نووية عظيمة الحجم كل ما تفعله في حياتها كى تعيش هو أن تدمج ذرات لتحولها لذرات أخرى أكبر ويتحول جزء من الكتلة المفقودة إلى طاقة تخرج على صورة إشعاع وحرارة وجسيمات.
وقد أعطت نظرية النسبية الخاصة توضيحا عن العلاقة بين كتلة الجسم وطاقته (E = mc2). والكتلة هي كمية مصونة، أي لا تفنى ولا تستحدث من العدم كما هي الطاقة بالضبط.
وعندما تتساوى القوتان ويستقر النجم تحت تأثير القوى المسيطرة عليه يتكون لدينا نجم وليد، ولد من كميات هائلة من الغبار والهيدروجين.
النجم الذي يولد يصنف من نجوم المتسلسلة الرئيسية Main Sequence Star والذي يصفه رسم هرتزبرونغ-راسل الذي يصف ضياء النجم مع درجة حرارته ونوع طيفه، ونستطيع من خلاله التعرف على مصير النجم وحياته حتى موته.
ميلاد النجوم هو حدث يومي كحدث فنائها والذي لا ينتهى دائما بعنف كما يتصور البعض، يحدث يوميا وفي كل مكان في كوننا الفسيح، إن كوننا المكون من 125 مليار مجرة في الكون المرئى فقط وكل واحدة من هذه المجرات تحتوي على عدد من النجوم يساوي في المتوسط 200 مليار نجمة.

## حجم النجم الوليد
لكل نجم في بدايته حجم معين يعتمد اعتمادا كليا على كتلته ونوعية التفاعلات النووية بداخله.
- هناك النجوم الصغيرة والتي تسمى بالأقزام الحمراء وهذه النجوم تظل تحترق لتريليونات من السنين حرقا بطيئا لمادتها الداخلية وهي أطول النجوم عمراً بلا منازع. فمنذ أن خلق الكون وحتى هذه اللحظة لم يمت أي من هذه النجوم. فعمر الكون 7و13 مليار سنة تقريبا وتحتاج هذه النجوم إلى تريليونات السنين لتموت.
- النجوم متوسطة الحجم كالشمس وهي ذات الأعمار المتوسطة والتي تقدر بمليارات السنين «فقط» !. فيقدر عمر الشمس الحالى ب 5 مليارات عام وستظل على حالها هذا تحرق الهيدروجين وتحوله إلى هيليوم 5 مليارات سنة أخرى. ثم يبدأ حرق الهيليوم بداخلها وتحويله إلى كربون وتنتفخ الشمس وتلتهم كوكب عطارد والزهرة والارض ويسخن مركزها بشدة وتتحول إلى ما يسمى بالعملاق الأحمر.
- النجوم العملاقة (من 3 إلى 8 مرات كتلة الشمس) المرشحة للانفجار كمستعر أعظم (سوبرنوفا) وتترك خلفها نجماً نيوترونياً أو نجم نباض. وهذه النجوم عمرها قصير نسبياً ويقدر بملايين السنين لأنها تحرق وقودها بضراوة شديدة لكى تعادل قوى الجاذبية التي تريد سحق النجم إلى الداخل. وأخيرا ستنتصر الجاذبية عند أول بادرة من النجم لتكوين عنصر الحديد (قاتل النجوم) فتنكمش النجمة بسرعة ثم تنفجر انفجاراً عظيماً مطلقة مادتها في الفضاء لتكوين سدم أخرى يولد منها المزيد من النجوم الأصغر في الكتلة وعلى الارجح ستكون مجموعات شمسية كاملة.
- النجوم الأكبر من هذا كله والمرشحة للانفجار بما يسمى الهايبر نوفا وتترك خلفها ثقباً أسوداً وهي تصنف كالنجوم السابقة بالضبط والفرق الوحيد هو كتلتها التي تزيد عن 50 كتلة شمسية.
- وهناك النجوم التي تنفجر وقت تكونها نظراً لوجود كميات رهيبة من المادة بداخلها فيكون انفجارها للخارج لحظياً وأقوى من قوى جاذبيتها.
- هناك أيضا النجوم التي تسمى بالأقزام البنية وهي النجوم التي فشلت كليا في تكوين أي اندماج نووى بداخلها، ولكنها كانت مرشحة لتصير نجمة إذا ما زادت كتلتها قليلة ا (تشبه كوكب المشترى) وتبلغ كتلتها أحيانا 13 كتلة المشتري). ويعتبر المشترى بطريقة ما نجم فاشل لانه مكون من الهيدروجين والهيليوم ولكن تنقصه الكتلة الحرجة التي يبدأ عندها الجرم بتكوين أول اندماج نووى له، وبالتالى كنا سنراه على صورة شمس صغيرة تدور حول شمسنا الأم العملاقة.

وتختلف طريقة حياة النجم وطول عمره على حجمه وكتلته وبالتالي تختلف طريقة موته وفنائه.
ويمكن تصنيف النجوم انواعا مختلفة منها الكبير ومنها الصغير ومنها المتوسط كشمسنا التي تبعد عنا مسافة 8 دقائق ضوئية (وهي أقرب النجوم إلينا)، وهي الشمس التي وهبها الله لنا لتكون سبباً للحياة على كوكبنا الأزرق الجميل.
وقد يعتقد البعض أن النجوم البعيدة لا دخل لنا بها ولا دخل لها بنا. ولكن عند الرجوع بالزمن للخلف مليارات السنين، سنجد ان ذرات أجسادنا تكونت في النجوم من تفاعلات الإندماج، وبانفجار النجوم تنتشر الذرات في الكون. وتتكون منها شموسا ونجوما جديدة ويحيط ببعضها كواكب تناسب نشأة الحياة التي أساسها الكربون والماء والهيدروجين والأكسجين والنتروجين، كما نعرفها على الأرض. وكل هذه العناصر قد تكونت بداخل نجم من النجوم العملاقة. فالله خلق النجوم وجعلها سبباً في تكوين الحياة.

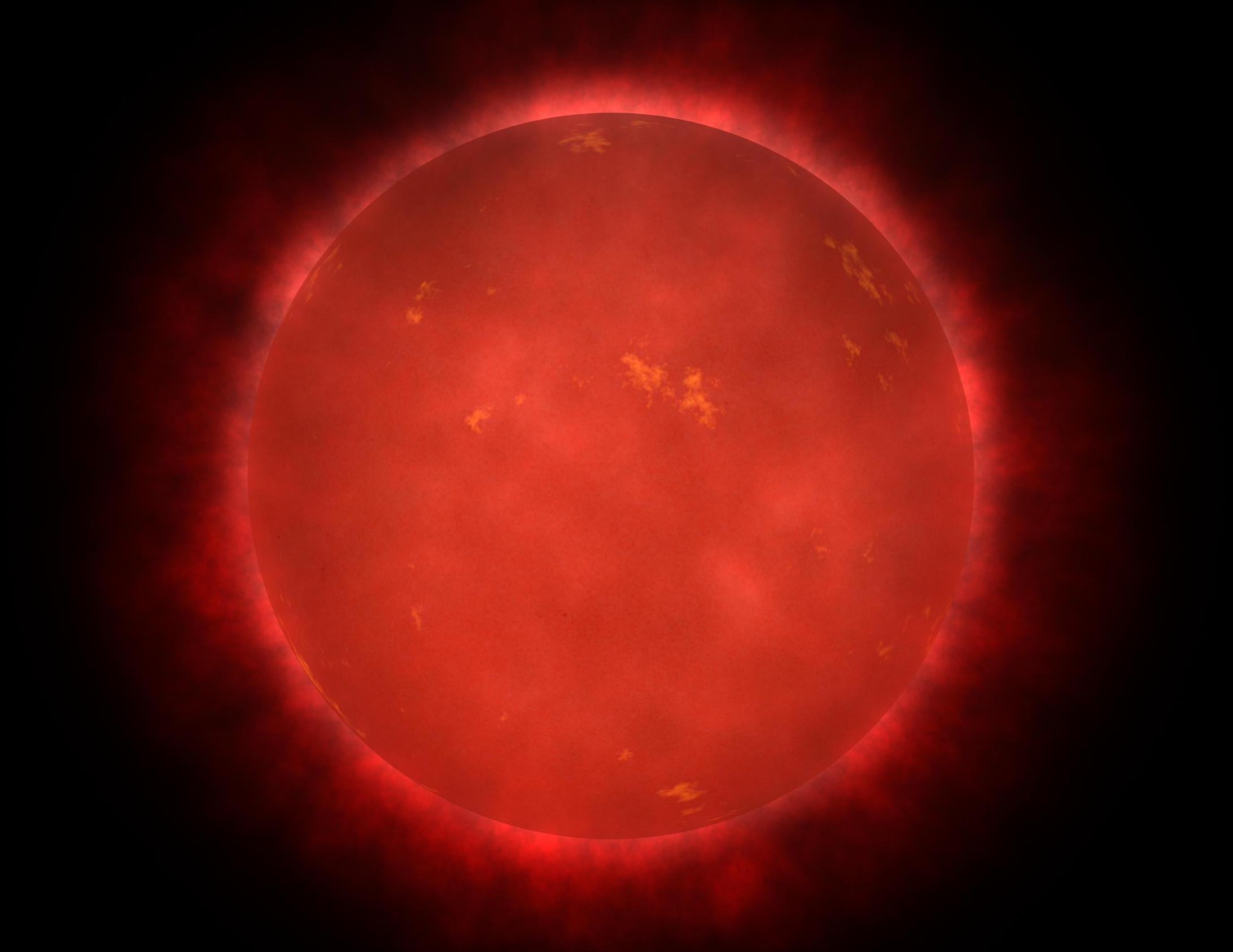
رسم فنان لقزم أحمر
حجم الشمس وهي عملاق أحمر مقارنة بحجمها الحالي بين نجوم النسق الأساسي (main sequence)
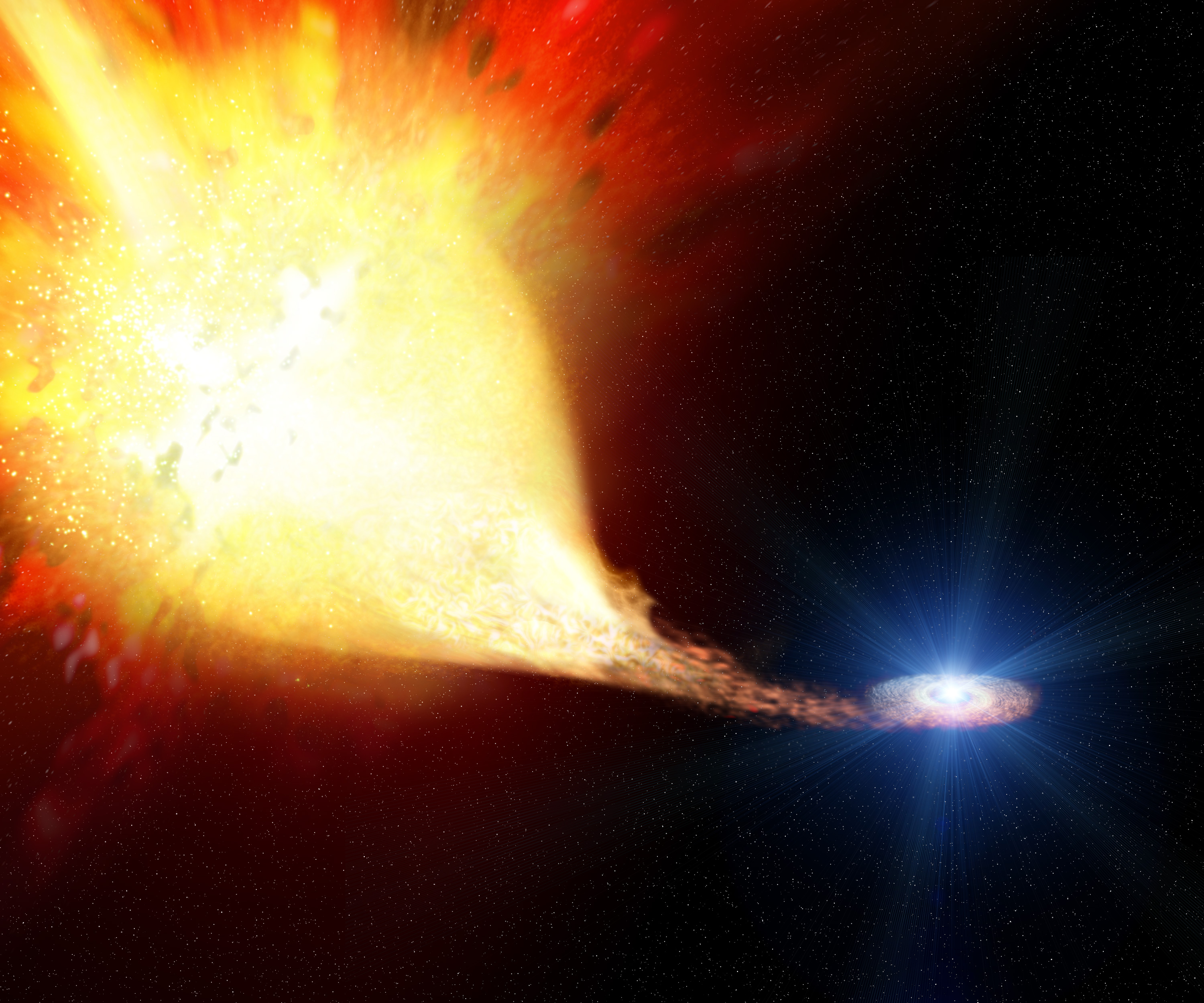
رسم توضيحي من ناسا يبين نشأة مستعر أعظم Ia.
مقارنة بين حجم عملاق أزرق متوسط مثل النطاق وحجم الشمس.
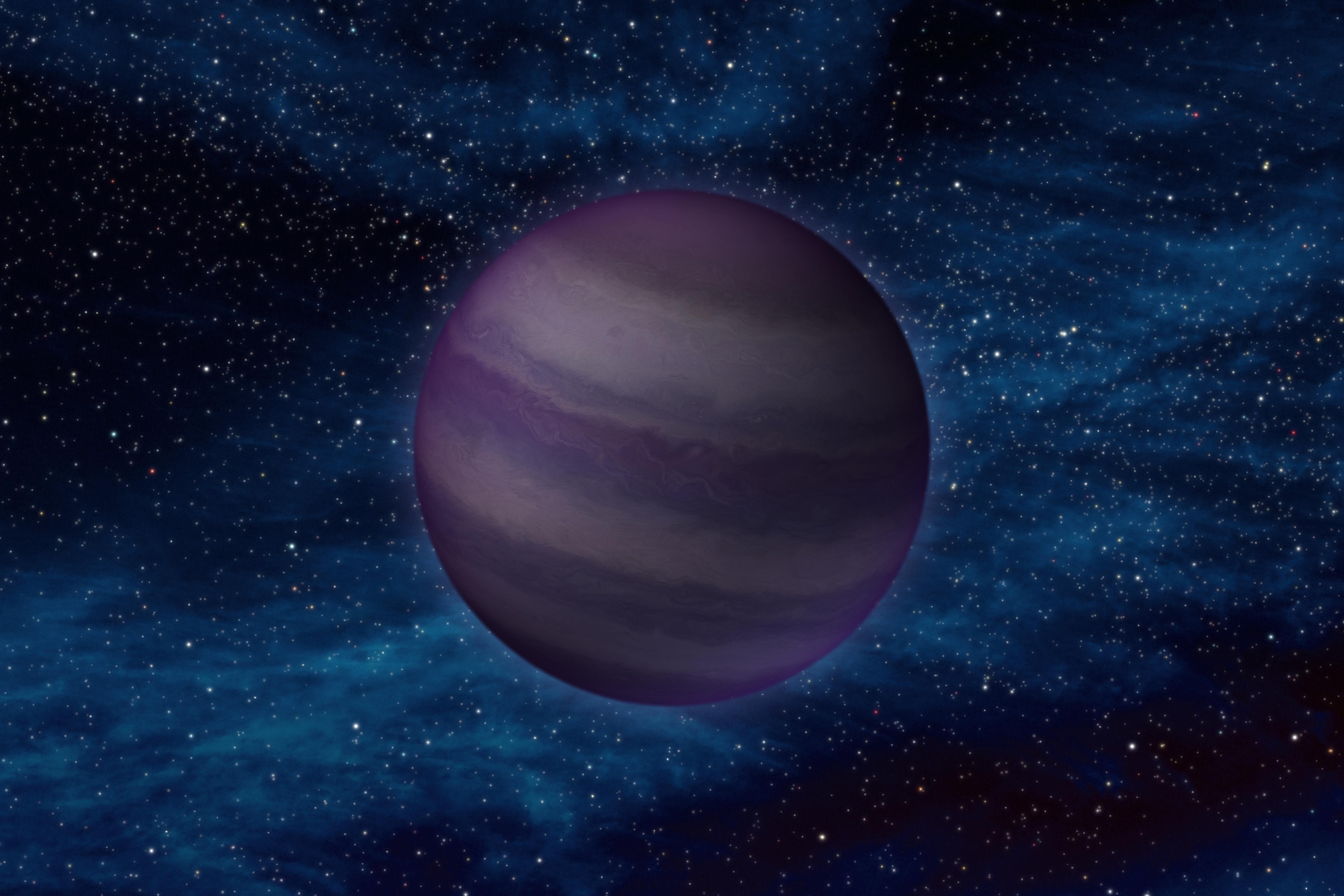
قزم بني - تخيل فنان عن قزم بني من النوع الطيفي Y

## اقرأ أيضا
- مسار هينيي
- مسار هياشي
- اندماج نووي
- تخليق العناصر
- نجم أولي
- نجم قبل النسق الأساسي
- النسق الأساسي
- وسط بين نجمي
- كرة بوك
- سديم وسترهاوت 5 نشأة النجوم
- هيربيغ أي/ نجم بي
- نجم تي الثور
- آر سي دبليو 38

## وصلات خارجية
- معلومات عن حياة النجوم
- نظريات تكون النجوم
- معلومات مفصلة حول مراحل تشكل النجوم نسخة محفوظة 23 نوفمبر 2007 على موقع واي باك مشين.